# Arabiska och osmanska Egypten
Arabiska och osmanska Egypten 639 - 1882 är en del av Egyptens historia.
På den Arabiska halvön grundades den islamiska religionen i början av 600-talet. Under kalifen Umar ibn al-Khattab (634–644) skedde den första stora expansionen av det nya islamiska väldet utanför halvöns  gränser och nådde det egyptiska området som då tillhörde det östromerska riket.

## Del av det arabiska kalifatet
Se även: Arabiska erövringen av Egypten
Då den arabiske härföraren Amr ibn al-As erövrade Egypten omkring 639 övergick landet i kalifernas händer. Genom islams utbredning blev det arabisk-muslimska elementet härskande och har så varit ända in i nyaste tid. De första kalifdynastierna som behärskade Egypten var umayyaderna 661-750 och abbasiderna 750 -868. 

## Muslimsk stat
Sedan 868 då dåvarande ståthållaren av tulunidernas dynasti gjorde sig oberoende av den abbasidiske kalifen styrdes Egypten av olika regimer. Egypten återerövrades av kalifatet 905, men redan 935 gjorde sig den egyptiske ståthållaren Muhammed el-Ikschid oberoende, och hans ätt, ikschididerna, rådde över landet till 969 då det erövrades av fatimiderna. Dessa ersattes senare av ayyubiderna och mamlukerna. 
När osmanerna 1516 anföll Egypten förmådde mamluksultanen inte hindra Selim I från att 1517 erövra Kairo och hela Egypten. Mamlukerna fanns dock kvar i landet som osmanernas handgångna män.

## Osmansk provins fram till Napoleons expedition
Selim lät styra den nya osmanska provinsen genom ofta ombytta osmanska ståthållare, men mamlukernas välde var dock störtat mera till formen än i verkligheten. De mamlukiska provinshövdingarna (bejerna) härskade nämligen nästan oinskränkt. Den infödda befolkningen förtrycktes lika skoningslöst som före den osmanska erövringen. En vändpunkt i det av mamlukerna utpinade landets historia inträdde genom Napoleon I:s ryktbara expedition till Egypten 1798.

## Från Napoleons expedition till den engelska ockupationen
Napoleon I landsteg med en armé vid Alexandria 1798 och ryckte an mot Kairo där mamlukerna blev i grund slagna. Medan Napoleon fullbordade nedre Egyptens erövring, förstörde engelsmännen  den franska flottan. Den osmanska arméns anfall slogs tillbaka av de franska trupperna, men dessa tvingades kapitulera till engelsmännen i oktober 1801. Den kortvariga franska och brittiska närvaron fick  dock stort inflytande på Egyptens framtid.
Efter fransmännens avtåg sökte mamlukerna med brittisk hjälp att återupprätta sitt välde men den osmanske sultanen lyckades med hjälp av sina albanska trupper under befäl av Muhammed Ali omintetgöra detta försök. Ali utnämndes 1806 till landets guvernör och med hans förvaltning började ett nytt tidsskede i Egyptens historia. Genom att anställa ett allmänt blodbad på mamlukerna gjorde han sig till ensam herre över Egypten där han genom en rad av reformer gav landet ordning.
Titeln khediv instiftades av sultanen av Osmanska riket Abd ül-Aziz år 1867 åt Ismail Pascha, den dåvarande guvernören av Egypten och användes av honom och hans efterföljare fam till 1914. 
Efter färdigställandet av Suezkanalen 1869 blev landet viktigt för förbindelsen mellan Europa och Asien, men landet var också djupt skuldsatt.  Frankrike och England sökte en längre tid gemensamt ordna de egyptiska finanserna. Mot "främlingsväldet" uppkom starkt missnöje och man ville upphäva den europeiska finanskontrollen och avlägsna de främmande ämbetsmännen. Blodiga uppträden uppstod i Alexandria. Frankrike hade avböjt det engelska förslaget om gemensam intervention för att återställa tryggandet  av ordningen, varför England ensamt 1882 tog militär kontroll över Egypten.